# Kartuziánský klášter (Štípa)
Kartuziánský klášter ve Štípě je někdejší kartouza, která existovala krátce na počátku 17. století. Nacházela se ve obci Štípa, dnes součást Zlína, nedaleko Fryštáku. Tato kartuziánská fundace ve Štípě, v jihozápadní části Hostýnských vrchů, asi 7 km severovýchodně od Zlína, předcházela založení Valdické kartouzy.

## Historie

### Založení kláštera
Štípská kartouza existovala pouze v letech 1617–1620. 
Lukrecie Nekešová z Landeka, majitelka panství Lukov, Vsetín, byla druhou manželkou Albrechta z Valdštejna tajně shromáždila značnou sumu peněz k založení náboženské fundace. Svůj záměr vyjevila svému manželovi až na svém smrtelném loži v březnu 1614. Zvažovala osídlit nový klášter jezuity nebo františkány, nakonec však volba padla na kartuziány, jimž přidělila pozemky ve Štípě na Moravě, na území olomoucké diecéze. 
Zakládací listina je datována 1. května 1617 a olomoucký biskup, kardinál Ditrichštejn, ji potvrdil 23. června následujícího roku. Komunita tvořená rektorem a 3 profesy sem přišla z olomoucké kartouzy.

### Zánik kláštera
Nový klášter byl brzy vystaven ohrožení, kvůli střetům s protestanty během bojů třicetileté války. Mniši klášter opustili a vrátili se do Olomouce, kde tři z nich byli vězněni. Sotva se 5. dubna 1620 vrátili do kartouzy ve Štípě, byli protestanty opět vyhnáni, načež se uchýlili k zemskému hejtmanovi Ladislavu Popelovi z Lobkovic, pánu na Holešově. 
Kartouza ve Štípě již zůstala definitivně neosídlená a mniši se vrátili do své mateřské kartouzy v Olomouci. Zamýšlený poutní areál pak chátral, změna nastala až po roce 1724, kdy Lukov koupili Seilernové. Přilehlý kostel Narození Panny Marie, jehož stavbu zahájil Albrecht  z Valdštejna v roce 1620, tak byl vysvěcen až o 145 let později, roku 1765. 